# Castillo de Rufus
El castillo de Rufus es un castillo parcialmente en ruinas con vistas a Church Ope Cove en Portland, Inglaterra. Su nombre deriva del rey Guillermo II, conocido como William Rufus, para quien se construyó el castillo original.
La estructura existente data en gran parte de finales del siglo XV, lo que lo convierte en el castillo más antiguo de la isla de Pórtland. Construido sobre un pináculo de roca, parte de la estructura original se ha perdido por la erosión y el colapso a lo largo de los años. 
No hay acceso público al castillo ya que es de propiedad privada, aunque se puede ver bien desde los senderos públicos a lo largo de la costa.

## Antecedentes

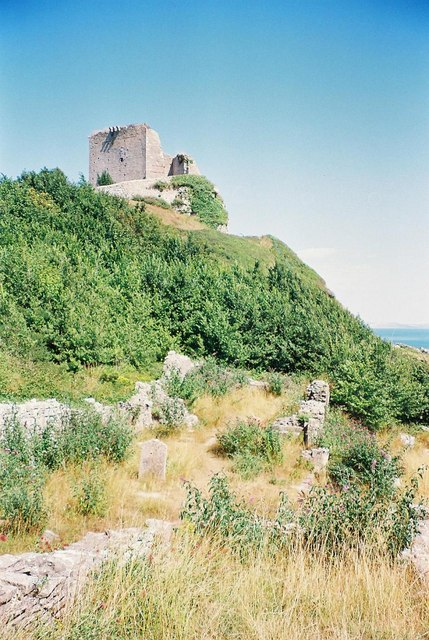
Castillo de Rufus y las ruinas de la iglesia de San Andrés.

El castillo restante parece haber sido el torreón de una fortaleza, cuyos cimientos estaban muy por encima de la parte superior de la torre de la iglesia de San András, que se encontraba en el valle de abajo. La torre pentagonal del castillo tiene cañones medievales tardíos, pero descansa sobre una base anterior al norte y un zócalo escalonado al oeste que puede haber sido una torre del homenaje del siglo XII. Los restos incluyen partes de la torre del homenaje, secciones de muro con puertos de armas y un puente de arco de medio punto del siglo XIX que cruza Church Ope Road.
El castillo de Rufus mira hacia el banco de arena de Shambles, aproximadamente 3 millas (5 km) mar adentro, uno de los peligros para la navegación más temidos en la zona. Fue aquí en 1805 que el hombre de las Indias Orientales, el conde de Abergavenny, se hundió y finalmente se hundió, matando a 263. Entre los muertos estaba el capitán del barco, John Wordsworth, hermano del poeta romántico William Wordsworth. El poeta inmortalizó la catástrofe y muerte de su hermano en su poema: A la Margarita.
Fue más allá de Shambles que, en el marco de la primera guerra anglo-neerlandesa, tuvo lugar en 1653 la batalla de Portland, entre la armada inglesa dirigida por el general en el mar Robert Blake luchando contra la armada neerlandesa dirigida por el teniente-almirante Maarten Tromp.

## Historia

William Rufus, hijo de Guillermo el Conquistador

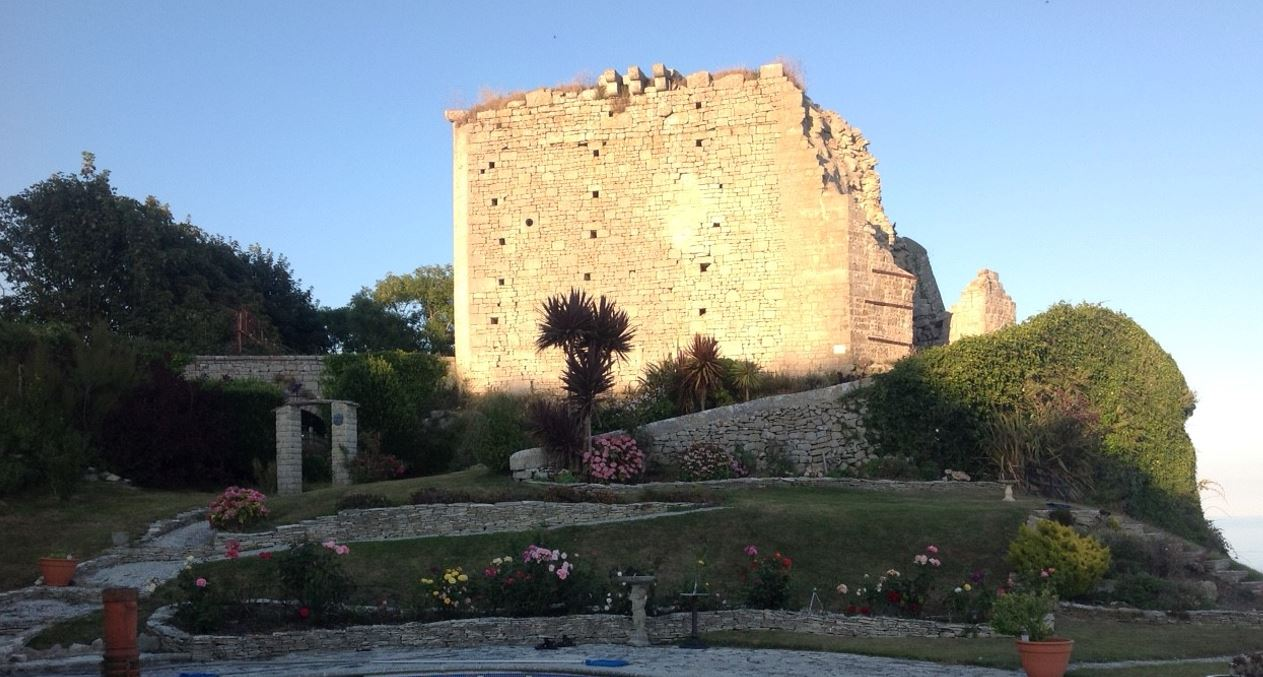
Vista del castillo de Rufus desde el oeste.

En la antigüedad, para la defensa contra ataques, se recaudaron impuestos en la isla para construir el primer castillo de Portland. Según los informes, el castillo de Rufus fue construido para Guillermo II, aunque la estructura que se ve hoy en ruinas no es de esa fecha. En 1142, Roberto, conde de Gloucester, había capturado el castillo del rey Esteban en nombre de la emperatriz Matilde. Tenía fortificaciones adicionales agregadas en 1238 por Richard de Clare, quien lo poseía en ese momento. Alrededor de 1256, Aylmer de Lusignan obtuvo una licencia para almenar el 'insulam de Portand' y Roberto de Gloucester obtuvo una licencia similar solo 14 meses después. En general, se supone que el castillo de Rufus es el sitio de cualquier trabajo que pueda haber resultado de estas licencias y que los restos que pueden datar del período existen solo al nivel de los cimientos o se han perdido por la erosión del acantilado.
El castillo fue reconstruido entre 1432 y 1460 por Ricardo, duque de York, y gran parte de lo que queda hoy en día data de esta época. El político y escritor John Penn construyó el adyacente castillo de Pensilvania, una mansión de estilo neogótico con vistas a la iglesia Ope Cove, entre 1797 y 1800. La nueva propiedad de Penn abarcaba tanto el castillo de Rufus como el de la antigua iglesia parroquial de San Andrés. En ese momento, Penn hizo modificaciones en el castillo de Rufus para transformarlo en una locura pintoresca. Erigió un puente sobre el camino que conduce a la Iglesia Ope y formó dos nuevas grandes aberturas en las paredes del castillo, con un arco de medio punto hacia el alzado norte y un arco apuntado Tudor hacia el sur que reemplazó la puerta original de la estructura. En 1989, el arco del castillo que daba al mar se derrumbó. A finales de siglo, English Heritage había propuesto una restauración para preservar el castillo.

## Recorrido virtual en 3D
A principios de 2022, el museo de Portland lanzó un recorrido virtual en 3D completo por el castillo. El proyecto recibió financiación del Art Fund, la organización benéfica nacional para el arte. Se puede acceder al recorrido de forma gratuita en el sitio web del museo e incluye un recorrido histórico a cargo de Gordon Le Pard, arqueólogo jubilado del condado de Dorset.

## Influencia en el arte y la literatura

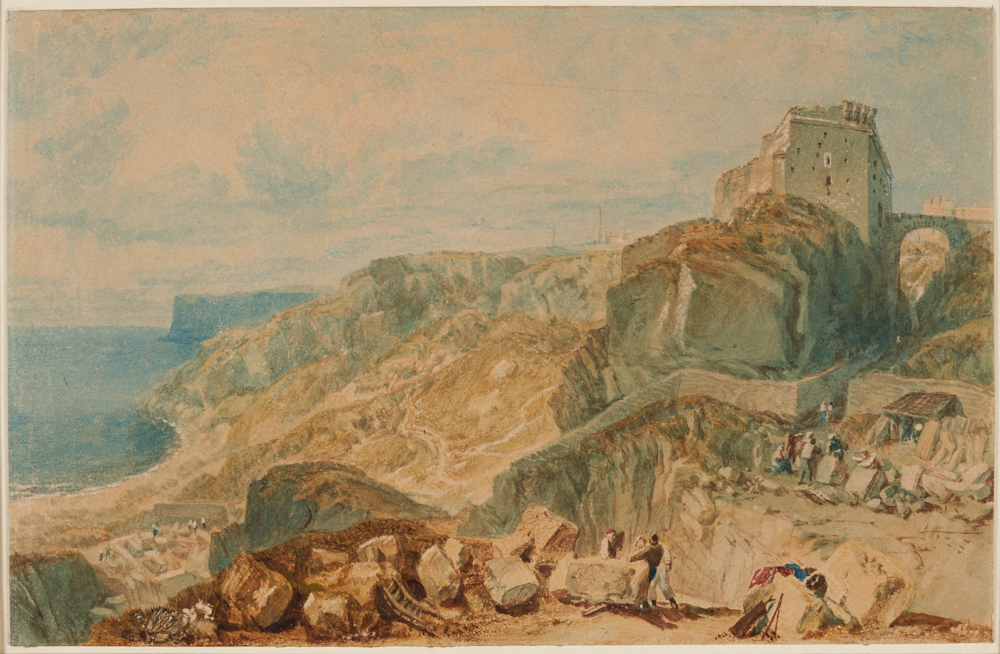
Rufus (Bow and Arrow) Castle por J. M. W. Turner. Ilustración cortesía de Victoria Gallery & Museum, Universidad de Liverpool.

El castillo de Rufus fue pintado por el paisajista inglés J. M. W. Turner. En una rara revisión, Turner dibujó el arco dos veces, dándole en la versión superior más prominencia que en la realidad. La pintura se expone en la actualidad en la Victoria Gallery & Museum, de la Universidad de Liverpool. El castillo de Rufus también apareció como el 'Castillo del Rey Rojo' en la novela La bien amada, de Thomas Hardy, que se sitúa en Portland. El nombre que Hardy le dio al castillo deriva del mismo Guillermo II, también conocido como Guillermo el Rojo, quien se cree que se construyó el castillo. Esta parte de la costa de Portland, hasta Cheyne y más allá de Portland Bill, fue el escenario de los primeros capítulos de la novela de Victor Hugo El hombre que ríe. Más recientemente, el castillo y la casa que se encuentra en los mismos terrenos estuvieron habitados por Harvey Gillot, un traficante de armas inglés ficticio, en el estimado thriller de Gerald Seymour, The Dealer and the Dead.

## Restauración reciente
Se llevó a cabo un extenso trabajo de restauración y consolidación en el castillo de Rufus en 2010-2012 en nombre de English Heritage, bajo su esquema de reparación y trabajos urgentes. El castillo había sido incluido en el Registro de Patrimonio en Riesgo en 2010. Alrededor de mediados de 2008, el castillo fue catalogado como ruinoso y con necesidad de conservación, reparación y consolidación.
El trabajo comenzó en 2010 por el arquitecto de iglesias y edificios históricos Russ Palmer de Honiton, Devon. Con la ayuda de la subvención de English Heritage, el proyecto involucró primero la investigación del estado del castillo y la implementación de la primera etapa de las reparaciones recomendadas. Se necesitaron reparaciones extensas, inicialmente en los muros del norte. Palmer elaboró una especificación para el trabajo y, después de obtener ofertas competitivas, el trabajo se llevó a cabo entre mayo y octubre de 2010 por un costo de £150 000. El trabajo incluyó la consolidación de la parte superior de los muros y el núcleo expuesto a nivel bajo, el relleno de vacíos entre el núcleo y la cara del muro y el rejuntado. El trabajo se terminó en noviembre de 2010.

## Diseño del castillo

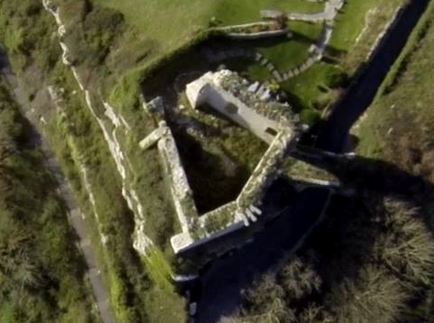
Vista aérea del castillo de Rufus que muestra las cinco paredes

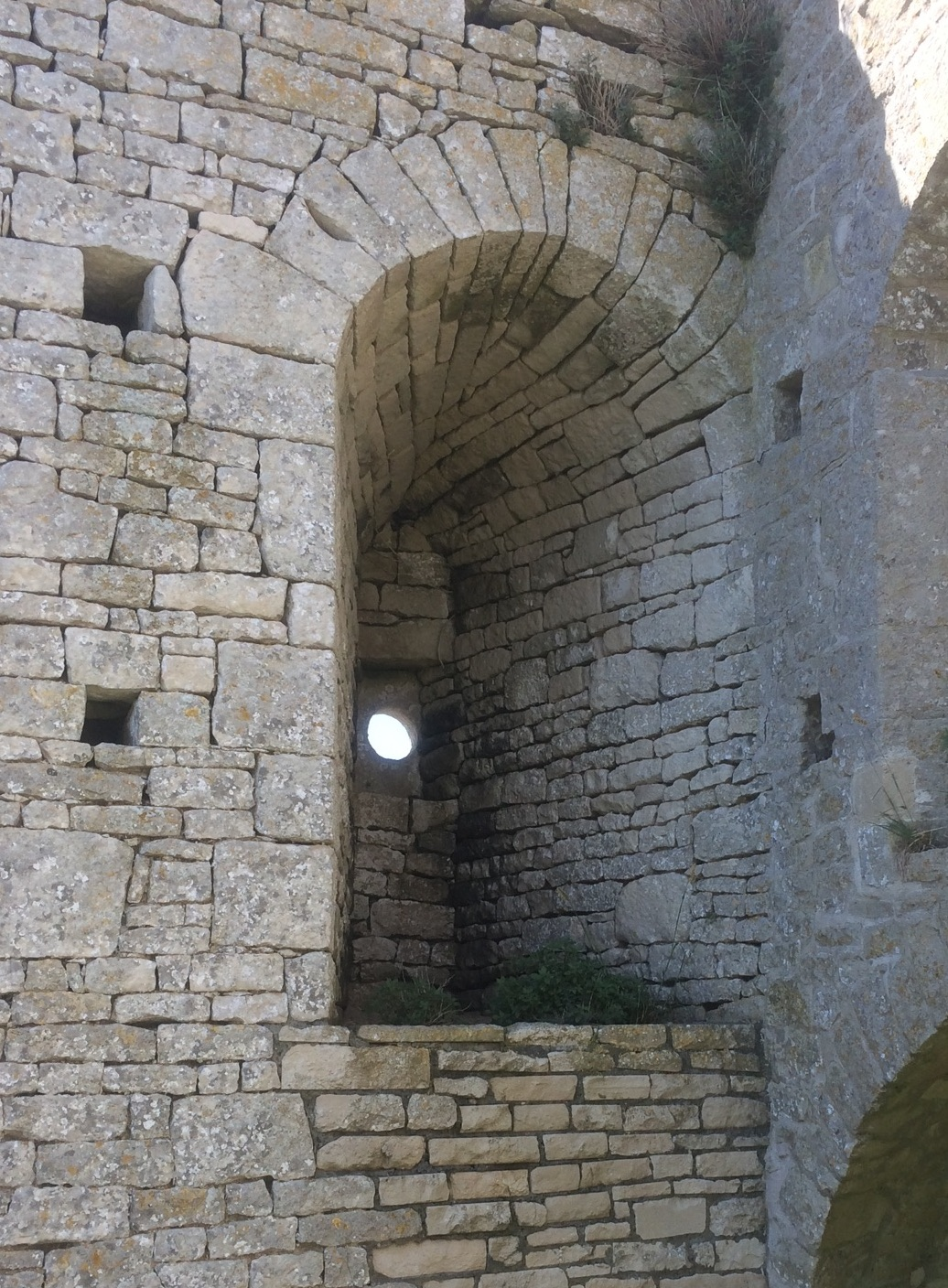
Detalle del interior en el castillo, que muestra el puerto de cañón circular.

El castillo, construido en forma de pentágono, tiene 7 pies (2,1 m) paredes a las elevaciones hacia tierra perforadas por numerosas puertas de armas medievales. Estos a menudo se denominan erróneamente bucles de flecha. También le han dado al castillo un nombre alternativo: Castillo "Arco y Flecha". El castillo de Rufus presenta paredes de escombros toscamente cuadrados y sin techo. Tres de los lados del castillo son considerablemente más largos que los demás.

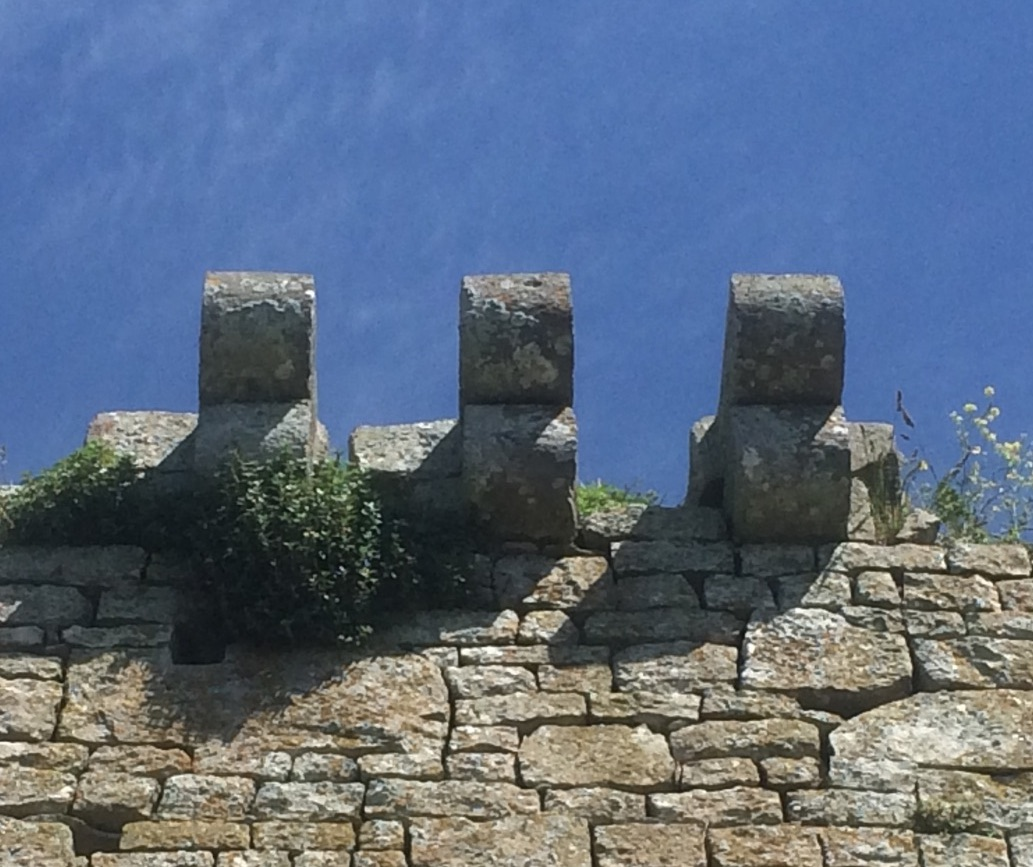
Ménsulas de piedra en el castillo de Rufus

En los muros norte y oeste, a nivel del primer piso, hay cinco troneras, con cañoneras circulares, a estas alturas también se encuentran ménsulas de piedra en grupos de tres, estas sostenían un parapeto de piedra saliente seccional. Fuera de la puerta sur se encuentran los restos de zapatas de piedra. Ya no quedan rastros de las "estepas de piedra" a las que se hacía referencia en Antigüedades de Gorse y Dorset de Coker; los escalones conectaban el castillo y la antigua iglesia de San Andrés.

## Protección
El castillo, incluido su puente, ha sido un edificio catalogado de Grado I desde enero de 1951. Es uno de los tres edificios en Portland que figura en la lista de Grado I. Además de esto, el castillo se ha convertido en un monumento planificado bajo la Ley de Monumentos Antiguos y Áreas Arqueológicas de 1979..